# Etha nigra
Etha nigra là một loài tò vò trong họ Ichneumonidae.